# Stylidium albolilacinum
Stylidium albolilacinum este o specie de plante dicotiledonate din genul Stylidium, familia Stylidiaceae, ordinul Asterales. A fost descrisă pentru prima dată de Erikson și Amp; Willis, și a primit numele actual de la A. Lowrie och Amp; S. Carlquist. Conform Catalogue of Life specia Stylidium albolilacinum nu are subspecii cunoscute.